# Armas-Eino Martola
Ilmari Armas-Eino Martola, född 12 maj 1896 i Brahestad, död 5 februari 1986 i Helsingfors, var en finländsk general av infanteriet (1982).

## Biografi
Martola anslöt sig till jägarrörelsen 1915 och deltog i finska inbördeskriget 1918, där han bland annat deltog i striden vid Lembois, varefter han verkade som militärattaché i Paris och skyddskårernas generalstabschef. Han var god vän med Carlos Adlercreutz sedan början av 1920-talet, från tiden på krigshögskolan i Frankrike. Under vinterkriget var han generalstabschef för hemtrupperna och 1:a Divisionens kommendör vid Karelska näset och under fortsättningskriget 2:a Divisionens kommendör samt kommendör för VI armékåren norr om Ladoga. 
År 1944 var Martola andra utrikesminister och 1944-1946 landshövding i Nylands län.
Han var ordförande i Suomen Paperitehtaiden Yhdistys 1946-1963 och 1951-1972 för finska Röda korset. Han satt även i styrelsen för Helsingfors OS-kommitté samt var spelens ledare. 
Martola var militär sakkunnig i FN 1956-1957 och chef för FN-truppen på Cypern 1966-1969.
Han är begravd på Sandudds begravningsplats i Helsingfors.